# Соболевка (Макаровский район)
Соболевка (укр. Соболівка) — село, входит в Бучанский район Киевской области Украины.
Население по переписи 2001 года составляло 76 человек. Почтовый индекс — 08011. Телефонный код — 4578. Занимает площадь 0,062 км². Код КОАТУУ — 3222782304.

## Местный совет
08011, Київська обл., Макарівський р-н, с. Забуяння, вул. Жовтнева, 12